# (17118) 1999 JM58
A (17118) 1999 JM58 a Naprendszer kisbolygóövében található aszteroida. A LINEAR projekt keretében fedezték fel 1999. május 10-én.